# مسابقه بین‌المللی کاریکاتور ملا نصرالدین
مسابقه بین‌المللی کاریکاتور ملا نصرالدین (به ترکی استانبولی: Uluslararası Nasreddin Hoca Karikatür Yarışması) نمایشگاه و مسابقۀ سالانۀ کارتون و کاریکاتور است که از سال ۱۹۷۴ توسط انجمن کاریکاتوریست‌های ترکیه برگزار می‌شود. نماد این نمایشگاه ملا نصرالدین (به ترکی استانبولی: Nasreddin Hoca) است.
هیئت داوران این مسابقه هر ساله مبلغ ۵،۰۰۰ دلار را به عنوان "جایزۀ بزرگ" و ۵ جایزۀ هزار دلاری را به عنوان "جایزۀ موفقیت" و جوایز ویژۀ گوناگونی را از طرف سازمان‌های حامی مسابقه، به کاریکاتوریست‌های برگزیده اهدا می‌کنند.